# Azouz Begag

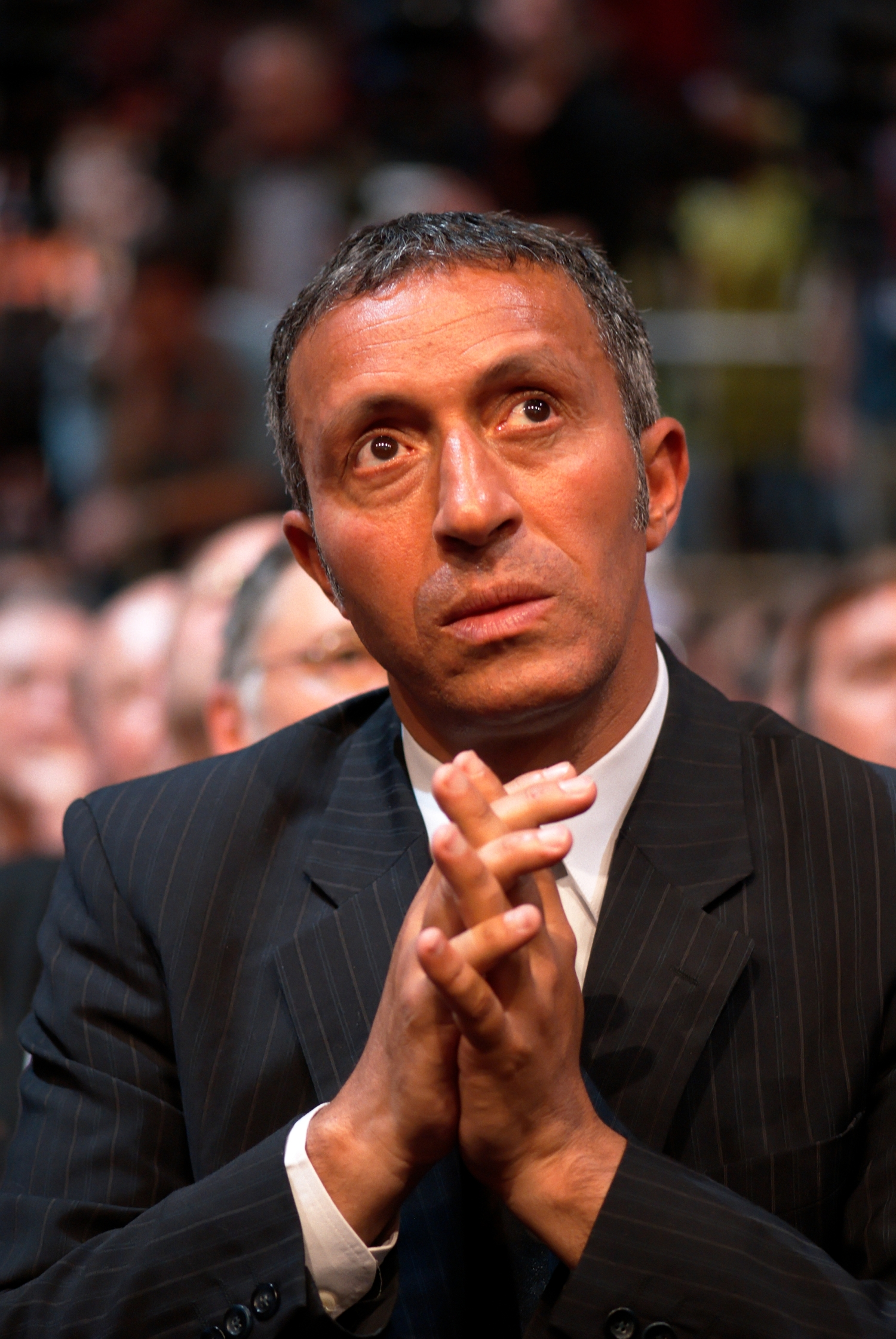
Azouz Begag (2007)

Azouz Begag (* 5. Februar 1957 in Lyon) ist ein französischer Soziologe, Wirtschaftswissenschaftler, Schriftsteller und Forscher im CNRS. Vom 2. Juni 2005 bis zum 5. April 2007 war er beigeordneter Minister für die Förderung der Chancengleichheit.

## Leben
Seine Eltern stammen aus Algerien – zu dieser Zeit eine Kolonie Frankreichs – und emigrierten 1949 in das damalige französische Mutterland. Seine Kindheit verbrachte Begag in der Banlieue von Lyon, später zog die Familie in die Lyoner Altstadt Duchère. An der Universität von Lyon erwarb Begag einen Doktorgrad in Ökonomie und wanderte kurz darauf nach New York aus, wo er visiting professor an der Cornell University wurde.
Später konnte er seine Tätigkeiten als Forscher im CNRS und seit 1980 in der Maison des sciences sociales et humaines (in etwa: „Institut für Sozial- und Humanwissenschaften“) von Lyon und als Lehrer an der École Centrale de Lyon verbinden.
2004 wurde er unter der Schirmherrschaft des ehemaligen Premierministers Jean-Pierre Raffarin und des ehemaligen Innenministers Dominique de Villepin Mitglied des Conseil économique et social (Wirtschafts- und Sozialrat), bis zu seinem Eintritt in die Regierung de Villepins im Juni 2005. Er ist Ritter des Ordre national du Mérite und der Ehrenlegion.
Vom 2. Juni 2005 bis 5. April 2007 war Azouz Begag beigeordneter Minister für die Förderung von Chancengleichheit unter Premierminister Dominique de Villepin und hatte damit als einer der ersten Franzosen maghrebinischer Herkunft ein Regierungsamt inne. Dieser hatte vorher, als er noch Innenminister unter der Regierung Raffarin III war, einen Bericht über die Police nationale und „Das neue Frankreich oder über die aus Immigration stammende Bevölkerung“ angeordnet.
In dieser Zeit sah er als seine Aufgabe, die Förderung bestimmter Personengruppen sicherzustellen, ohne zu viel positive Diskriminierung, sprich Quotenregelung, zu praktizieren.
Während seiner Amtszeit als Minister distanzierte er sich immer mehr vom damaligen Innenminister Nicolas Sarkozy und erklärte während des Wahlkampfs zur Präsidentschaftswahl 2007 offen, dessen Kandidatur nicht zu unterstützen. So warf er ihm in einem Interview mit der spanischen Zeitung El País vor, "Muslime und Araber zu beleidigen". Um "seine Redefreiheit wieder zu erlangen", trat er am 5. April 2007 aus der Regierung aus. Begag nahm aktiv am Wahlkampf des Zentrumspolitikers François Bayrou teil, der im Ersten Wahlgang 18,6 % der Stimmen erhielt, trat für die Parlamentswahlen am 10. Juni schließlich als Kandidat von dessen neu gegründeter Partei Mouvement démocrate im dritten Wahlkreis des Départements Rhône an und rief, nachdem er im ersten Wahlgang mit 14,74 % der Stimmen unterlegen war, dazu auf, im zweiten Wahlgang den sozialistischen Kandidaten Jean-Louis Touraine gegen den konservativen Jean-Michel Dubernard zu unterstützen.
Seit 2002 ist Azouz Begag fast in jedem Jahr Gast des Kinder- und Jugendprogramms des internationalen Literaturfestivals Berlin und stellt in diesem Rahmen sein literarisches Schaffen vor. 2012 und 2014 war er außerdem Jurymitglied der Auszeichnung Das außergewöhnliche Buch des Kinder- und Jugendprogramms des Internationalen Literaturfestivals Berlin.
Begag ist geschieden und Vater zweier Töchter.

## Veröffentlichtes Interview imRespect Magazine
In einem langen Gespräch mit den Journalisten Marc Cheb Sun und Hélène Ganzmann, das in dem vierteljährlich erscheinenden Respect Magazine (Nr. 8, Oktober–Dezember 2005) veröffentlicht wurde, äußerte sich der Minister besonders, noch vor den Unruhen in Frankreich 2005, zu der Situation der „Jugendlichen, die in den Vierteln“ wohnen (les jeunes qui habitent dans les quartiers), und als Hinweis, um „seine Prägungen in der Gesellschaft zu finden“: „[…] es ist notwendig, die Periphérique [die Stadtautobahn, die Paris von den Vorstädten trennt, Anm.d.Ü.] zu überqueren, zu den Einheimischen dort zu gehen, die Nachkommen von Vercingetorix… [den weißen Franzosen, Anm.d.Ü.] Das ist riskant, weil man schnell eins auf die Schnauze kriegt, vor allem wenn man dunkle Haut hat…“ Ein wenig später in demselben Gespräch fügt er zu dem Thema Aufgabe der Sensibilisierung, mit dem er umgeben sei, hinzu: „Wenn ich meine Redefreiheit bewahre, meinen Sinn für bürgerliche Verantwortung, so ist es an mir zu sagen: ‚Man muss die Türen eintreten‘, und wenn sie sich nicht öffnen lassen wollen, muss man mit der Zange rangehen. Überall, wo die Vielfalt nicht besteht, muss es eine Invasion der Heuschrecken in den Wettbewerben des öffentlichen Dienstes, in der Police nationale sein… Überall, sodass man nicht wieder ins Abseits gelangen kann. Das Schlüsselwort meines Auftrages lautet Sensibilisierung. Ich habe bereits die Zusammenstellung meines Kabinetts bekannt gegeben: ‚Ich will einen Schwarzen, ich will jemanden von den Antillen, einen Mann aus Madagaskar, ich will Frauen, ich will die Vielfalt‘. Ich habe mein Kabinett entsprechend dieser Vielfalt zusammengestellt; es ähnelt dem Frankreich von heute.“
Chronisten haben Kritik am Gebrauch des Ausdrucks „Invasion der Heuschrecken“ durch den Minister erhoben.

## Bibliografie
Azouz Begag veröffentlichte mehr als 20 Bücher, von denen er mehrere Romane durch seine Kindheit inspiriert schrieb, wie zum Beispiel Le Gone du Chaâba oder auch die Hommage, die in dem Buch Le marteau pique-cœur an den Vater gerichtet wurde.
Er ist auch der Drehbuchautor des Films Camping à la ferme (Zelten auf dem Bauernhof), in dem er seine Vision eines multikulturellen Frankreichs darlegt.
- Le Gone du Chaâba, Editions du Seuil, Collection Virgule (1986)
  - deutsch: Azouz, der Junge vom Stadtrand. Eine algerische Kindheit in Lyon, übersetzt von Regina Keil, Beltz und Gelberg, Weinheim 2001, ISBN 3-407-78449-X
- Béni ou le Paradis privé, Editions du Seuil, Collection Virgule (1989)
  - deutsch: Fast überall: die Geschichte eines algerischen Jungen in Frankreich, übersetzt von Regina Keil, Nagel und Kimche, Zürich 2000, ISBN 3-312-00523-X
- Mit Catherine Louis, Les Voleurs d'écriture, Editions du Seuil, Collection Petit Point, Paris 1990, ISBN 2-02-012400-9
- La Force du berger, La Joie de Lire (1991) – Ausgezeichnet mit dem Europäischen Kinderbuchpreis (1993)
  - deutsch: Aber die Erde ist rund, übersetzt von Ruth Subjetzki, Beltz und Gelberg, Weinheim 1993, ISBN 3-407-78157-1
- Jordi et le rayon perdu, La Joie de Lire (1992)
- L'Ilet-aux-Vents, Editions du Seuil, Collection Virgule (1992)
- Les Tireurs d'étoiles, Editions du Seuil, Collection Petits Points (1993)
- Le Temps des villages, La Joie de Lire (1993)
- Une semaine de vacances à Cap maudit, Editions du Seuil, Collection Petits Points (1993)
- Mona ou le bateau-livre, Chardon Bleu (1994)
- Les Chiens aussi, Editions du Seuil, Collection Virgule, Paris 1995, ISBN 2-02-023347-9
- Quand on est mort, c'est pour toute la vie, Gallimard, Paris 1995, ISBN 2-07-058425-9
- Ma maman est devenue une étoile, La Joie de Lire (1996)
- Zenzela, Editions du Seuil, Paris 1997, ISBN
  - deutsch: Zenzela. Roman, übersetzt und mit einem Glossar versehen von Nathalie Freund, Picus Verlag, Wien 1998, ISBN 3-85452-419-6
- Dis Oualla! Récit, Editions Fayard, Collection Libres, Paris 1997, ISBN 2-213-59702-2
- Tranches de vie, Klett Verlag (1998)
- L'ilets-aux-vents, Paris : Le Seuil, 1992
  - deutsch: Insel der Winde, übersetzt und mit einem Nachwort von Regina Keil, Unionsverlag, Zürich 2001, ISBN 3-293-20195-4
- Le théorème de Mamadou, Ill. Jean Claverie, Editions du Seuil (2002)
- Un mouton dans la baignoire, Fayard, Paris 2007, ISBN 978-2-213-63375-6
- Dite-moi bonjour. Récit, Fayard, Paris 2009, ISBN 978-2-213-63717-4
- La lecon di francisse

## Auszeichnungen
- 1987: Prix Sorcières für Azouz, der Junge vom Stadtrand

## Festivalteilnahmen
- 2010–2012: Teilnahme am Kinder- und Jugendprogramm des internationalen literaturfestivals berlin